# Pušća
 Pušća  község Horvátországban Zágráb megyében. Közigazgatásilag Bregovljana, Donja Pušća, Dubrava Pušćanska, Gornja Pušća, Hrebine, Hruševec Pušćanski, Marija Magdalena és Žlebec Pušćanski települések tartoznak hozzá .

## Fekvése
Zágrábtól 20 km-re északnyugatra, a Marijagoricai előhegység északi részén, a Pušća-patak partján fekszik. Központi települése Donja Pušća.

## Története
Neve a „pust” (puszta, lakatlan) főnévből származik. Egyházi források név nélkül már 1204-ben említenek itt települést és Szent György plébániáját, melynek első név szerinti említése 1334-ben a zágrábi káptalan statutumában történt. A mai plébániatemplom elődjének építését történészek 1263-ra teszik. 
Az 1493-as korbáviai csatát megelőző török hadjárat során az akindzsik a vidék teljes lakosságát kipusztították. A földeket és szőlőskerteket felverte a gaz. Ezután 1504-ben említik Pušća települést. 1513-ban Mato Bužani a falu feletti magaslatra kápolnát építtetett, melyet a Rózsafüzéres Szűzanya tiszteletére szenteltek. 1573-ban az itteniek is részt vettek a Matija Gubec vezette horvát parasztfelkelésben. 1630-ban felépült a Rauch-kastély. 1848-ban említik először a település iskoláját, mely akkor még fából épült. Az épület alsó részén vendéglő működött, míg felül voltak a tantermek. Hamarosan azonban az épület leégett és a tanítást egy családi házban tartották. 1873-ban új, a falut átszelő utat építettek. 1878-ban a Rauchok panaszt emeltek a királynál, mert a parasztok nem fizették rendesen az adót. 1886-ban begördült az első vonat az új Zágráb-Varasd vasútvonalon. 1895-ben felépült az első falazott, egytantermes iskolaépület. 1908-ban az oktatás a Rauch-kastélyban zajlott, amíg 1913-ban felépült az iskola új épülete és a községháza. 1923-ban a horvát oktatási kormányzat megvásárolta a család örököseitől a Rauch-kastélyt gyermeküdülő és gazdasági iskola számára.
2011-ben a községnek 2690 lakosa volt.

## Nevezetességei
- Szent György tiszteletére szentelt plébániatemploma középkori eredetű, mai formájában barokk stílusú. Fennmaradt három klasszicista oltára, szószéke és padjai. Legértékesebb műkincsei két 18. századi kehely.
- A gornja pušćai Rauch kastély a 18. és 19. században épült egyemeletes késő barokk épület. Ma lakások vennek benne, állapota erősen leromlott. A kastélyt egykor szép park övezte, melyből mára vajmi kevés maradt.
- A gornja pušćai Krajačić-kúria a Donja és Gornja Pušća közötti út felett egy dombon áll. Egy 1862-es térkép szerint a család birtokközpontja volt. Mellette gazdasági épületek állnak, de az út felé csak szántók és rétek vannak. A kúria mai állaga meglehetősen rossz.
- Donja Pušća Rózsafüzéres Szűzanya tiszteletére szentelt kápolnáját 1513-ban építették. Barokk főoltára 1722-ben épült, ezen kívül két rokokó oltára van. Értékes még szószéke a négy evangélista ábrázolásával és a keresztút képei.
- Hrebine Alexandriai Szent Katalin tiszteletére szentelt kápolnája az egyik legrégibb a vidék egyházi építményei közül. Eredeti formájában maradt fenn a főoltár, mely a 17. század végén, de legkésőbb 1707-ben készült. A kápolnát nemrég teljesen megújították.
- Marija Magdalena Szent Mária Magdolna tiszteletére szentelt kápolnája 1887-ben épült.
- Donja Pušćán a főút mellett áll Szent Flórián 1778-ban készített barokk szobra.

## Külső hivatkozások
- Pušća község hivatalos oldala
- Az alapiskola honlapja